# Hermann Hippen
Hermann Hippen (* 16. Juli 1907 in Aurich; † 18. Februar 1979 in Aurich) war von 1964 bis 1978 Bürgermeister der Stadt Aurich.
Die Familie Hippen ist ein altes Handwerkergeschlecht. Hermann Hippen besuchte zunächst das Gymnasium in Aurich, schloss aber mit der mittleren Reife ab und machte dann eine kaufmännische Lehre. Während der Weltwirtschaftskrise verlor er in den 1920er-Jahren seine Arbeit in der Ausbildungsfirma. 1930 fand er dann eine Anstellung bei der Allgemeinen Ortskrankenkasse und dort blieb er dann bis zu seiner Pensionierung im Jahre 1969 als Verwaltungsamtmann. Er erlebte den Zweiten Weltkrieg von 1939 bis 1945 als Soldat und wurde 1946 aus der Kriegsgefangenschaft entlassen.
Nach dem Krieg engagierte er sich in der Sportvereinigung Aurich, der Feuerwehr und trat 1958 der SPD bei. Im Jahr 1961 zog er dann für die SPD in das Stadtparlament ein, wo er zum Beigeordneten gewählt wurde. Als 1964 der Bürgermeister der Stadt Aurich, Hermann von Schleusen, zurücktrat, wurde Hippen als sein Nachfolger gewählt, zunächst aus einer Koalition von SPD und FDP, später durch die absolute Mehrheit der SPD. Er verblieb im Amt bis zu seinem Rücktritt am 20. Juli 1978. Nachfolger wurde Hermann Hildebrand, der nur ein Jahr im Amt blieb.
Hippen wurde vom damaligen Bundespräsidenten Walter Scheel mit dem Bundesverdienstkreuz und vom niedersächsischen Ministerpräsidenten Ernst Albrecht mit dem Niedersächsischen Verdienstorden ausgezeichnet. Er starb am 18. Februar 1979.
In seiner Zeit als Bürgermeister konnte Hippen unter anderem folgende Projekte umsetzten:
- 1972 Bau des Hallenbads, Am Ellernfeld
- 1974 Umbau der Innenstadt zur Fußgängerzone
- 1975 Bau des Berufsbildungszentrums mit Gesamtschule

1972 kam es zur Gebietsreform in Niedersachsen und der Regierungsbezirk Aurich wurde aufgelöst. Er wurde nun Teil des Regierungsbezirks Weser-Ems. Für die Stadt Aurich bedeutete dies, dass die Einwohnerzahl von 11.944 (1970) auf über 30.000 (1972) anstieg.